# 聯合作戰室
聯合作戰室（阿拉伯语：غرفة العمليات المشتركة），全稱巴勒斯坦各抵抗派別聯合作戰室（阿拉伯语：الغرفة المشتركة لفصائل المقاومة الفلسطينية），是由各個巴勒斯坦激進武裝組織組成的統一戰線。組成其的武裝組織背景五花八門、意識形態橫跨左右兩翼，包括伊斯兰主义、社会主义、民族主義等。
聯合作戰室盡管主要從加沙地带管理，但從各組成武裝部隊所在的任何地方形成對抗以色列的單一戰線，不限於特定的地理區域。

## 背景
聯合作戰室最初是在2006年時由哈瑪斯和巴勒斯坦伊斯兰圣战运动等組織成立，旨在在衝突和戰爭期間團結起來對抗以色列，但隨後又消聲匿跡。隨著以色列安裝電子門等措施造成以佔东耶路撒冷阿克薩清真寺周圍的衝突與日俱增，組織開始發展、擴增成員，並於2018年7月23日以現名成立。現在的聯合作戰室由12支武裝組織組成，並協調了包括2023年10月7日襲擊等對以色列的大量襲擊，以及協調了針對以色列襲擊的防禦和報復行動。哈瑪斯伊宰·丁·卡桑烈士旅高級指揮官艾曼·諾法爾於2023年5月解釋了聯合作戰室的目標和組成，他說這是為了建立一個跨組織聯盟來協調行動，並增加「巴勒斯坦抵抗運動」的潛力，並使其「為所有組織、網絡和戰士提供一個全面的平台，無一例外」。他還列出了所有成員中有9支「在聯合作戰室裡完全統一」的武裝組織。

## 成員
- 伊宰·丁·卡桑烈士旅 – 隸屬伊斯蘭抵抗運動（哈瑪斯）[7][10][8][11]
- 聖城旅 – 隸屬於巴勒斯坦伊斯蘭聖戰運動（傑哈德）[7][10][8][11]
- 阿布·阿里·穆斯塔法旅 – 隸屬於解放巴勒斯坦人民陣線（人陣）[7][10][11]
- 民族抵抗旅 – 隸屬於解放巴勒斯坦民主陣線（民陣）[7][10][11]
- 納賽爾·薩拉赫·迪恩旅 – 隸屬於人民抵抗委員會（英语：Popular Resistance Committees）[7][10][11]
- 聖戰士旅（英语：Mujahideen Brigades） – 隸屬於巴勒斯坦聖戰士運動（英语：Palestinian Mujahideen Movement）[7][10][11]
- 阿克薩烈士旅 – 原先隸屬於巴勒斯坦民族解放運動（法塔赫），於2007年分離[7][10][11]
- 吉布尔圣战旅 – 隸屬於解放巴勒斯坦人民陣線—總指揮部（人陣總部）[7][10]
- 安薩爾旅（英语：Palestinian Freedom Movement） – 隸屬於巴勒斯坦自由運動（英语：Palestinian Freedom Movement）[7][10][11]

諾法爾沒有提及的前法塔赫組織成員：
- 艾曼·朱達小隊（مجموعات الشهيد أيمن جودة / Ayman Jawda Squads）[7][10]
- 阿卜杜勒·卡德爾·侯賽尼烈士旅（ كتائب الشهيد عبد القادر الحسيني / Abd al-Qadr al-Husseini Brigades）[7][10]
- 風暴軍（وحدات جيش العاصفة / Al-Assefa Army）[7][10]